# Prefectura Osaka
Prefectura Osaka (大阪府 Ōsaka-fu?) este o prefectură în Japonia, aflată în regiunea Kansai (sau Kinki) pe Honshu, cea mai mare insulă a Japoniei. Centrul administrativ al prefecturii este orașul Osaka.

## Geografie

### Municipii
Prefectura cuprinde 33 localități cu statut de municipiu (市):
| - Daitō - Fujiidera - Habikino - Hannan - Higashiōsaka - Hirakata - Ibaraki - Ikeda - Izumi | - Izumiōtsu - Izumisano - Kadoma - Kaizuka - Kashiwara - Katano - Kawachinagano - Kishiwada - Matsubara | - Minō - Moriguchi - Neyagawa - Osaka (centrul prefectural) - Ōsakasayama - Sakai - Sennan - Settsu - Shijōnawate | - Suita - Takaishi - Takatsuki - Tondabayashi - Toyonaka - Yao |